# Enval
Enval é uma comuna francesa na região administrativa de Auvérnia-Ródano-Alpes, no departamento Puy-de-Dôme. Estende-se por uma área de 4,88 km². Em 2010 a comuna tinha 1 550 habitantes (densidade: 317,6 hab./km²).